# Estadio Hietalahti
El Estadio Hietalahti (en finés: Hietalahden jalkapallostadion), también conocido como Estadio Elisa por razones de patrocinio, es un estadio multi-propósito ubicado en la ciudad de Vaasa, Finlandia, Es actualmente utilizado mayoritariamente para partidos de fútbol y en este estadio juega de local el Vaasan Palloseura club de la Veikkausliiga. El estadio tiene una capacidad de 6009 espectadores.
El estadio originalmente fue construido en el año 1935. Este expandió su capacidad actual en 2015–2016. El patrocinador del nombre del estadio es la compañía de telecomunicaciones finlandesa Elisa.

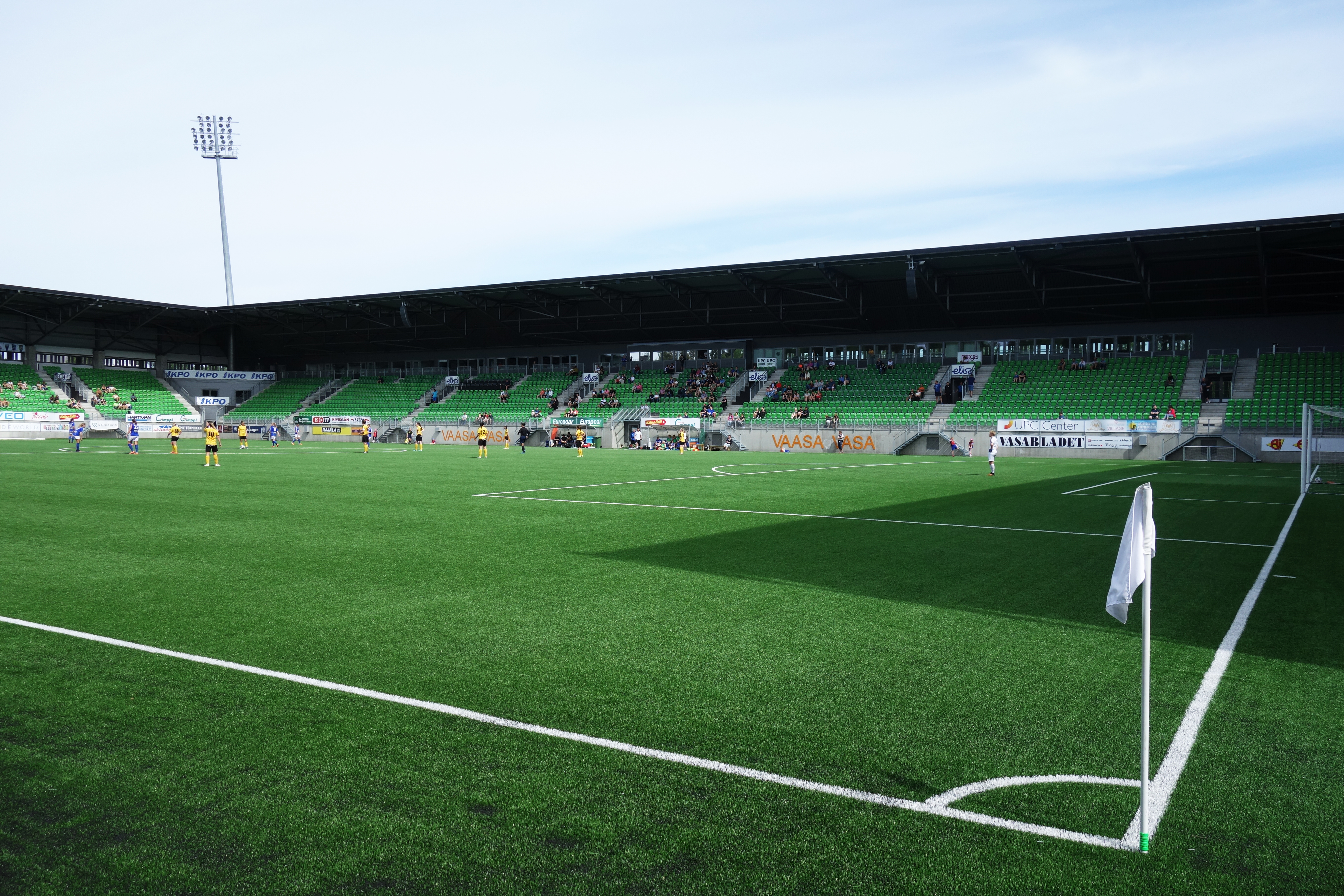
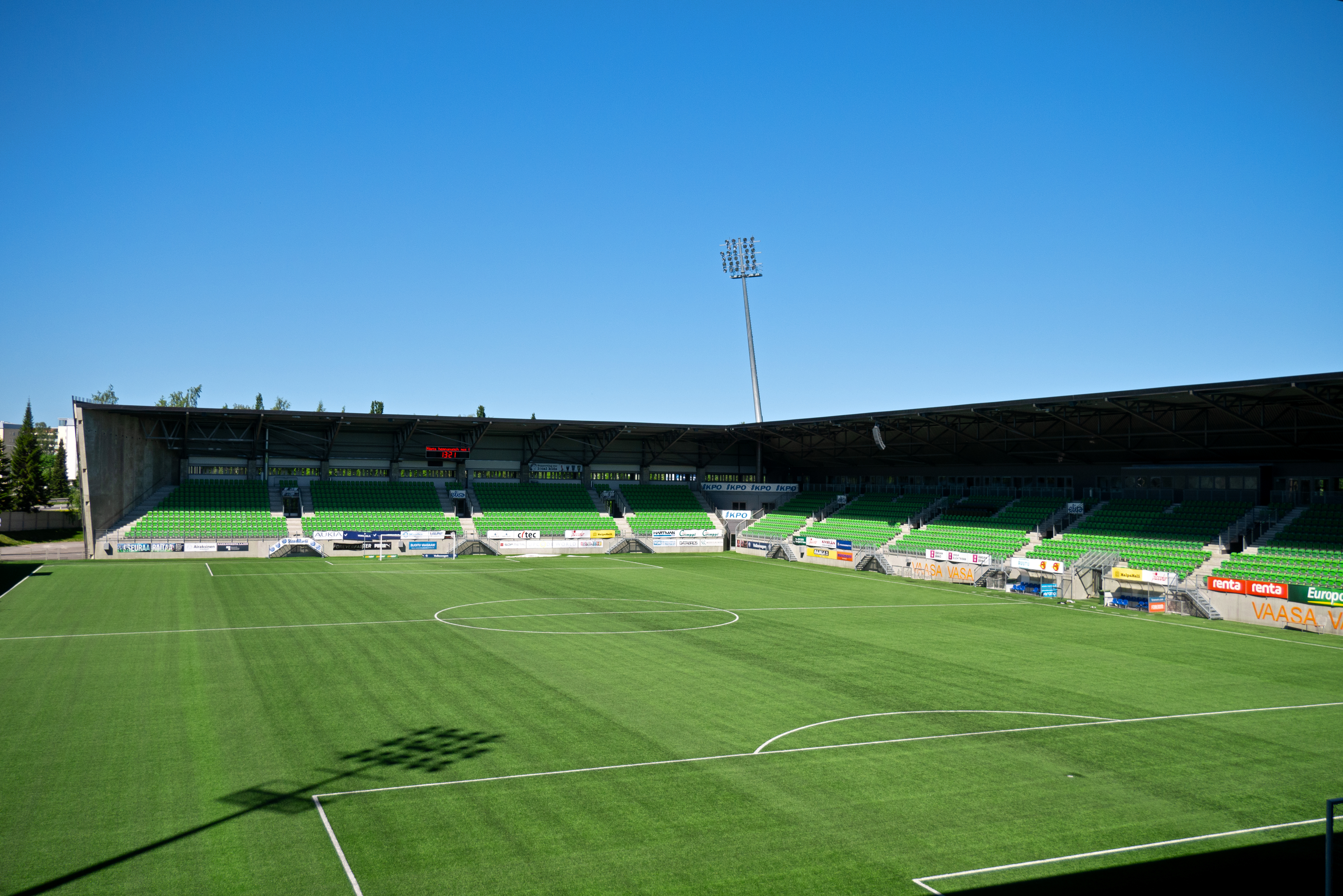